# Álvaro Lopes Cançado
Álvaro Lopes Cançado, becenevén Nariz (Uberaba, 1912. február 8. - 1984. szeptember 19.) brazil labdarúgóhátvéd.